# James Ward Byrkit
James Ward Byrkit, noto anche come James Byrkit o Jim Byrkit (...), è un regista statunitense.
Noto per le sue numerose collaborazioni con il regista Gore Verbinski, Byrkit è stato il consulente concettuale e l'artista degli storyboard nei primi tre film del franchise Pirati dei Caraibi, avendo contribuito a creare diversi oggetti di scena e progettato alcune delle sequenze più iconiche della trilogia di Gore Verbinski. Byrkit ha anche diretto Tales of the Code: Wedlocked (2011), un cortometraggio e un prequel immediato di Pirati dei Caraibi: La maledizione della prima luna (2003). 
Byrkit è anche noto per aver diretto il thriller di fantascienza Coherence e per aver co-scritto la sceneggiatura di Rango, diretto sempre da Gore Verbinski. Per Rango, Byrkit ha interpretato diversi personaggi, in particolare Waffles, una lucertola cornuta.
Il film d'esordio di Byrkit, Coherence, ha ricevuto elogi dalla critica e dal pubblico  e ha attirato l'attenzione per il suo approccio non convenzionale nella realizzazione del film come "prova che i registi creativi possono fare molto con poco",  e identificandolo come un talento rivoluzionario.  Dalla sua uscita, Coherence è diventato una sensazione internazionale  e appare regolarmente nelle classifiche dei migliori film. 
Il progetto successivo di Byrkit, Shatter Belt , è una serie episodica nella tradizione di Twilight Zone . La produzione dei primi quattro episodi è stata completata nel 2022, con la prima mondiale programmata per il 2023 al SXSW Film & TV Festival .

## Premi
- Direttore emergente (nominato) ai Gotham Independent Film Awards 2014
- Next Wave Miglior sceneggiatura all'Austin Fantastic Fest per Coherence (2013)
- Premio Maria per la migliore sceneggiatura al Festival di Sitges per Coherence (2013)
- Premio della giuria Carnet Jove per il miglior film in concorso al Festival di Sitges per Coherence (2013)
- Black Tulip Award per il miglior film d'esordio all'Imagine Film Festival per Coherence (2014)
- Premio Imagine Movie Zone, Menzione speciale all'Imagine Film Festival per Coherence (2014)
- Premio Annie per la sceneggiatura di una produzione cinematografica per Rango (2011, vinto, condiviso con John Logan e Gore Verbinski

## Filmografia
Cortometraggio
| Anno | Titolo                                           | Direttore | Scrittore | Produttore |
| ---- | ------------------------------------------------ | --------- | --------- | ---------- |
| 2005 | Sì, e...                                         | SÌ        | SÌ        | NO         |
| 2005 | Frattalo                                         | SÌ        | SÌ        | SÌ         |
| 2011 | Pirati dei Caraibi: Tales of the Code: Wedlocked | SÌ        | NO        | NO         |

Lungometraggio
| Anno | Titolo            | Direttore | Scrittore | Produttore    |
| ---- | ----------------- | --------- | --------- | ------------- |
| 2011 | Rango (film 2011) | NO        | Storia    | NO            |
| 2013 | Coherence         | SÌ        | SÌ        | Esecutivo     |
| 2016 | La foresta        | NO        | NO        | Co-produttore |

Televisione
| Anno | Titolo                       | Direttore | Scrittore | Appunti              |
| ---- | ---------------------------- | --------- | --------- | -------------------- |
| 2001 | Non fermarti davanti a nulla | SÌ        | NO        | Film per la TV       |
| 2001 | Unità speciale 2             | SÌ        | NO        | Episodio "The Rocks" |
| 2023 | Cintura frantumata           | SÌ        | SÌ        | 4 episodi            |

Videogioco
| Anno | Titolo | Direttore | Scrittore |
| ---- | ------ | --------- | --------- |
| 2011 | Rango  | SÌ        | SÌ        |